# As It Is in Life
As It Is in Life é um filme mudo norte-americano de 1910, do gênero dama, dirigido por D. W. Griffith. A produção foi filmada em 22 e 23 de fevereiro de 1910 em Los Angeles, Califórnia.